# Гапа
Га́па — річка в Україні, у межах Любомльського району Волинської області. Права притока Західного Бугу (басейн Балтійського моря). 

## Опис
Довжина 14 км, площа басейну 140 км². Долина у верхів'ї широка й неглибока, нижче — звужується й поглиблюється. Заплава місцями заболочена. Річище слабозвивисте, місцями каналізоване й випрямлене. 

## Розташування
Гапа бере початок на околиці села Машів. Тече переважно на захід, у пониззі — на південний захід. Впадає до Західного Бугу на захід від села Бережці. 
Основні притоки: Піщатка (права); Видранка (ліва). 
Над річкою розташоване села: Машів, Вишнів, Коцюри, Римачі, Бережці.